# TeXstudio
TeXstudio je editor LaTeXu pro unixové systémy a operační systémy Windows a macOS. Mezi jeho funkce patří interaktivní kontrola pravopisu, skládání kódu a zvýrazňování syntaxe. Neposkytuje LaTeX. Uživatel nejprve musí zvolit distribuci TeXu a nainstalovat ji.
Projekt nejprve vystupoval pod názvem TexMakerX. TeXstudio začal jako program odvozený z editoru Texmaker. Snahou bylo rozšířit původní aplikaci o další funkce a přitom zachovat vzhled a chování.

## Funkce
Funkčně TeXstudio zahrnuje: 
- Automatické dokončování (i nově stanovených vlastních příkazů LaTeXu)
- Podporu pro skriptování
- Průvodce pro obrázky, tabulky, vzorce (pomocníci nabízejí uživatelské rozhraní pro vizuální a uživatelsky přívětivé vytváření struktur se složitým kódem)
- Podpora pro obrázky táhni a pusť
- Systém šablon
- Zvýrazňování skladby dokumentu (syntaxe)
- Kontrola pravopisu
- Začleněný prohlížeč PDF
- Živě aktualizovaný vkládaný náhled vzorců a částí kódu
- Podpora SVN
- Propojení se správci bibliografií BibTeX a BibLaTeX
- Ukládání do HTML
- Slovní rozbor dokumentu (např. počet slov, opakování slov, počet vět)

## Historie TeXstudia
TeXstudio vyšlo z Texmakeru v roce 2008 jako TeXMakerX. V programu provedené změny se dotýkaly hlavně oblasti úprav: skládání kódu, zvýrazňování syntaxe, výběr textu podle sloupců a vícenásobný výběr. Projekt byl původně pojmenován TeXmakerX a začal jako malá sada rozšíření pro Texmaker. Tehdy ještě bylo možné, aby byly přídavky sloučeny zpětně s původním projektem.
První verze TexMakerX byla vydána v únoru 2009 na Sourceforge. Spolupráce na projektu využívající stránky Sourceforge odrážela preference odlišné od původní vývojové skupiny okolo Texmakeru udržující nadále vlastní nezávislé stránky.
V srpnu 2010 byla vyjádřena obava z možné záměny novějšího projektu TeXMakerX na Sourceforge se starším projektem TeXMaker na xm1math.net. V červnu 2011 byl projekt přejmenován na TeXstudio.
Komunita TeXstudio uznává, že „TeXstudio pochází z Texmakeru“, ale říká, že „významné změny ve funkčnosti a kódové základně tvoří zcela nezávislý program“.